# مکنبویرن
مکنبویرن (به آلمانی: Meckenbeuren) یک شهر در آلمان است که در بودنسیکرایس واقع شده‌است. مکنبویرن ۱۳٬۲۹۵ نفر جمعیت دارد.

## خواهرخوانده
شهر نوی‌اشتات این زاکسن خواهرخواندهٔ مکنبویرن هست.